# Клинички центар Крагујевац
Универзитетски клинички центар Крагујевац (УКЦК) је здравствени центар који се налази у Крагујевцу, Србија. Један је од четири центра те врсте у Србији и уједно је највећа и најзначајнија институција у области здравства у том региону и представља центар којем гравитира подручје са преко два милиона становника. Универзитетски клинички центар Крагујевац је референтна здравствена установа за опште болнице из: Краљева, Чачка, Ужица, Крушевца, Горњег Милановца, Косовске Митровице, Јагодине, Ћуприје, Параћина, Новог Пазара и Аранђеловца и домове здравља из: Крагујевца, Тополе, Баточине, Лапова, Кнића и Раче.
Комплекс КЦ-а, налази се у градском језгру на површини од 43.500 m² и у њему је лоцирано више објеката од којих су најзначајнији објекти новије градње- (Хируршки блок, Интерна клиника).

## Организација
Клинички центар чине следеће јединице:
- Центри за: анестезију, неурологију, ортопедију и трауматологију, нуклеарну медицину, Клиничку фармакологију.
- Клинике: Гинеколошко акушерска, педијатријска, психијатријска, хируршка, интерна, за урологију и нефрологију, онколошка.
- Одељења за: превремено рођену и недонесену децу, дечју хирургију и физикална рехабилитација, кожна и венерична обољења, очну медицину, ОРЛ- ушно, патологију и судску медицину, онкологију, затим грудно и инфективно.
- Васкуларна хирургија, трансфузија, радиологија, лабораторија, скенер, коронарна јединица, порођајна сала, дневна болница.